# Anne Dorte Michelsen
Anne Dorte Michelsen (født 17. juli 1958 i Aarhus) er en dansk sangerinde, sangskriver og journalist.
I Danmark er hun primært kendt for sin medvirken i Tøsedrengene, Venter på Far, samt for sin solokarriere.

## Opvækst og karrierestart
Anne Dorte Michelsen voksede op i Århus og gik på Århus Friskole, men flyttede som 16-årig til København for at bo hos sin mormor, mens hun gik på Det Frie Gymnasium. Hun debuterede som sanger og musiker i fusionsbandet Caracas i 1980, men dannede samme år popgruppen Sødsuppe med barndomsveninden Gitte Naur.

### Tøsedrengene
Sødsuppe havde øvelokale ved siden af orkesteret Tøsedrengene i København, og dette naboskab førte til, at de to unge kvinder blev hyret som korsangere til Tøsedrengenes andet album Tiden står stille. Anne Dorte Michelsen blev desuden hyret af sangskriver Klaus Kjellerup som gæstesanger til en duet med Henrik Stanley Møller på Kjellerups sang Sig du ka' li' mig, albummets senere hit, som Anne Dorte Michelsen skrev teksten til. Ifølge Tøsedrengenes website blev teksten til sangen skrevet på rekordtid.
Nogle måneder efter albummets udgivelse i 1981 brød Tøsedrengene igennem for alvor, og Anne Dorte Michelsen blev fast medlem af gruppen sammen med Maria Bramsen, som erstattede Gitte Naur. Hun fortsatte herefter som sanger og tekstforfatter i Tøsedrengene i gruppens mest succesfulde år, frem til Tøsedrengenes opløsning i slutningen af 1985.

### Solokarriere
Michelsen udsendte sit første soloalbum i 1983, produceret af Billy Cross: Mellem dig og mig, som blev en lige så stor salgssucces som Tøsedrengenes plader. Efter gruppens opløsning i 1985 fortsatte hun med succes som solist med udgivelserne, Næste dans i 1986 og Alting vender tilbage i 1987, begge produceret af Billy Cross, samt Elskerindens have i 1989, produceret af Jens Nørremølle og Poul Bruun. Alt materialet er skrevet af Anne Dorte Michelsen selv, med enkelte melodier skrevet af Klaus Kjellerup.
I 1990 udsendte hun Den ordløse time med tekster af Halfdan Rasmussen tilsat hendes egne melodier, og i 1992 udkom Min karriere som kvinde, hvor hun igen skrev alt musik og tekst selv på nær to melodier af Kjellerup - begge album produceret af Nørremølle og Bruun. I udlandet solgte det 2. album Næste Dans også godt i Norge, Sverige og i Japan, hvor hun var på turne i 1990, og hvor sangen Fortrolighed blev titelnummer i en japansk tv-serie.
Omkring årtusindeskiftet udgav hun tre album med ældre danske sange og salmer, først albummet Mørke vande - lyse strande, produceret af Nanna Lüders i år 2000, og herefter to album i samarbejde med den norske pianist Helge Lilletvedt, Fred hviler over land og by i 2001, og Så stille som sne i 2003. Hun turnerede herefter i en årrække i danske kirker.
I 2007 genoptog hun solokarrieren med albummet Hvor var det nu, vi var?, produceret af Jan Sivertsen, Hvis du vidste i 2011, produceret af Chief 1, og De voksnes rækker i 2015, produceret af Billy Cross.

### Venter på Far
I 1994 skabte Anne Dorte Michelsen kvindegruppen Venter på far med bl.a. Gitte Naur og søsteren Julie Michelsen - en gruppe, der med tre album, Vupti (1994), Undskyld (1998) og Du har så evigt ret (2005), på humoristisk vis satte fokus på kønsrollemønstre og ligestilling. I en periode henover et årti turnerede Venter på far med cabaret-lignende forestillinger på spillesteder og kaffebarer rundt om i Danmark. I 2008 skabte hun desuden finanskrise cabareten "Ude godt – penge bedst".

### Anne Dorte & Maria
I 2013 dannede Anne Dorte Michelsen og hendes tidligere kollega i Tøsedrengene, Maria Bramsen et nyt live-band, der spiller de gamle Tøsedrenge-sange på spillesteder og festivaler i Danmark. Senere er Tøsedrenge-repertoiret udvidet med sange fra Maria Bramsens tid som forsanger i bandet Ray Dee Ohh.
I 2019 udsendte de to sangerinder et nyt album med nyskrevne sange: Anne Dorte & Maria: Michelsen & Bramsen.

### Andet
Udover sin musikalske karriere er Anne Dorte Michelsen desuden kendt som journalist, debattør, tv-anmelder og klummeskriver i flere af landets dagblade, samt bidragyder til flere antologier. Fra 2007 var hun også anmelder på bladet Femina.
I 2017 udsendte Gyldendal biografien "Anne Dorte Michelsen - Under En Åben Himmel" af Troels Frøkjær.
Hun deltog i 2019 i sæson 16 i Vild med dans. Hun dansede med den professionelle danser Marc Christensen.
Parret røg ud af konkurrencen, som de første.

## Privat
Anne Dorte Michelsen har siden 1996 været gift med skuespilskoleleder Carsten Kressner som hun er skilt fra nu, med hvem hun har to store børn. Hun er desuden mor til forfatter Olga Ravn, som hun har med sin tidligere partner, maleren og designeren Peter Ravn, der bl.a. stod for Tøsedrengenes karakteristiske grafik og pladecovere.
Endvidere er hun søster til Julie Michelsen fra Venter på Far, og til multiinstrumentalisten Mads Michelsen (tidl. Gnags), der i dag er medlem af Anne Dorte & Maria-bandet, og som har medvirket som musiker og arrangør på det seneste album.

## Diskografi
- Caracas - En strålende tid (1980)

### Tøsedrengene
- Sig du ka' li' mig - fra Tiden står stille (1981)
- Tøsedrengene 3 (1982)
- Alle vore håb (1983)
- Tiden er klog (1984)
- Pas på dine blå øjne (single, 1985)
- I sikre hænder (1985)
- Det bedste (opsamling) (1992)
- Komplet (opsamling) (2006)
- Sig du ka' li' mig - de 40 bedste sange (opsamling) (2014)

### Soloplader
- Mellem Dig og Mig (1983)
- Næste Dans (1986)
- Alting Vender Tilbage (1987)
- 24 Hits, 2xLP (1988)
- Elskerindens Have (1989)
- Den Ordløse Time (1990)
- Min Karriere Som Kvinde (1992)
- De Store & De Stille (opsamling) (1998)
- Mørke Vande – Lyse Strande (2000)
- Fred hviler over land og by (2002)
- Så Stille Som Sne (2003)
- Hvor var det nu vi var? (2007)
- Hvis du vidste (2011)
- De voksnes rækker (2015)
- Thumbs Up (2023)

### Venter på Far
- Vupti (1994)
- Undskyld (1998)
- Du har så evigt ret (2005)

### Anne Dorte & Maria
- Anne Dorte & Maria: Michelsen & Bramsen (2019)

### Andre udgivelser
- Når engle elsker (single) – titelsang til filmen fra 1985
- Afrika (Single 1985)
- Dyrene i Hakkebakkeskoven (1990)
- Åh abe (1993)
- Pa-Papegøje (1994)
- Tangokat (1995)
- Hemli Helikopter (1997)
- Nissekys og stjernedrys (1998)
- Bjarne i den gule trøje (Single 1997)
- De største er de små – sange til Anker (2007)

Andet:
- Årets revykomponist 1999